# Lexi Luna
Pour les articles homonymes, voir Luna.
Lexi Luna est une actrice pornographique et réalisatrice américaine née le 14 mars 1989 en Indiana.

## Carrière
Après avoir terminé ses études, Lexi Luna obtient son diplôme d'enseignante, mais n'étant pas intéressée par l'éducation des enfants, elle s'oriente dans le mannequinat, avant d'entrer dans l'industrie pornographique.

## Vie privée
Lorsqu'elle était encore enseignante, elle s'est financée un grossissement de sa poitrine . Lexi n'a pas d'enfants et ne souhaite pas en avoir. Ainsi, elle s'est faite ligaturer les trompes afin d'avoir une « plus grande flexibilité de son corps ».

## Nominations
- AVN Awards
  - 2021 - Interprète MILF de l'année[3]
  - 2022 - Meilleure scène lesbienne en groupe, pour le film I'm Into Girls (aux côtés de Lena Anderson et Scarlett Hampton)[4]
  - 2022 - Interprète MILF de l'année[4]
  - 2023 - Meilleure scène de sexe en groupe entre femmes, pour le film Just the Girls (aux côtés d'Anna Claire Clouds et Ryan Reid)[5]
  - 2023 - Interprète MILF de l'année[5]
- Spank Bank Awards
  - 2020 - Plus petit vagin[1]
- XBIZ Awards
  - 2021 - Meilleure scène de sexe en réalité virtuelle, pour le film Little Cummer Toy (aux côtés de Gina Valentina, Jessie Saint, Laney Grey et Vina Sky)[6]
- XBIZ Cam Awards
  - 2021 - Meilleure MILF en Cam Model[7]

- NightMoves Award
  - 2021 - Meilleure interprète MILF[8]
- Fleshbot Awards
  - 2021 - Meilleure MILF[9]